# Dievas
Dievas var den högste guden inom baltisk mytologi. 
Han var gudarnas härskare och människornas skapare. Han dyrkades i både Litauen och Lettland. 